# Wielki Mistyczny Cyrk
Wielki Mistyczny Cyrk (port. O Grande Circo Místico) – brazylijski dramat filmowy z 2018 roku w reżyserii Carlosa Dieguesa. Był to pierwszy film tego reżysera od 12 lat. Zadebiutował na 71. MFF w Cannes w 2018 roku. Został zgłoszony jako brazylijski kandydat w kategorii najlepszego filmu nieanglojęzycznego podczas 91. ceremonii wręczenia Oscarów, ale nie uzyskał nominacji.

## Opis
Film opowiada historię austriackiej rodziny Knieps, która od pięciu pokoleń ma własny cyrk. Od momentu założenia O Grande Circo Místico w 1910 roku, aż do czasów współczesnych widzom towarzyszy Celaví — mistrz ceremonii, który nigdy się nie starzeje. Jesteśmy świadkami niesamowitych przygód, wielkich miłości, tragedii i rzeczy niemożliwych. Przekraczamy bramy mistycznego uniwersum, w którym rzeczywistość niezauważalnie łączy się z fantazją.

## Obsada
- Vincent Cassel jako Jean-Paul
- Bruna Linzmeyer jako Beatriz
- Jesuíta Barbosa jako Celavi
- Mariana Ximenes jako Margareth
- Juliano Cazarré jako Oto
- Catherine Mouchet jako Imperatriz
- Antônio Fagundes jako Dr. Frederico

## Nagrody
Źródło
| Rok  | Festiwal                                   | Nagroda  | Wynik     |
| ---- | ------------------------------------------ | -------- | --------- |
| 2018 | Warszawski Międzynarodowy Festiwal Filmowy | Odkrycie | Nominacja |